# Едип
Едип (на старогръцки: Οἰδίπους, Oidípous, на гръцки: Οιδίποδας, Idípodas) е персонаж от древногръцката митология, известен най-вече от образите си в трагедиите на Софокъл и по-специално с царуването си в Тива, след като решил загадката на сфинкса. Едип представлява две непреходни теми на гръцкия мит и драма: порочната природа на човечеството и ролята на индивида в хода на съдбата в суровата Вселена.

## Легенда
Син е на Лай, цар на Тива в Беотия и Йокаста, но когато било предсказано, че ще убие баща си и ще се ожени за майка си, Лай пробол краката на детето и ги завързал (оттук и името – Oidípous – „подпухнали стъпала“). Дали го на един роб да го занесе на планината Китерон. Намерен от овчар, той бил осиновен от коринтския цар Полиб. Когато пораснал и научил от оракула в Делфи предопределената си съдба, Едип, смятайки Полиб за свой баща, напуснал Коринт. По пътя срещнал Лай и при спречкване го убил с тоягата си. Преди Тива бил пресрещнат от чудовището сфинкс, което на всеки пътник поставяло загадката „Кое е това същество, което сутрин върви на четири крака, денем на два, а вечер на три?“ Който не отговорел, бил разкъсван от сфинкса, но Едип дал правилния отговор – човекът. Сфинксът бил победен, пътят към Тива – открит, а благодарните жители на Тива провъзгласили Едип за свой цар. Така той се оженил за овдовялата им царица, Йокаста, без да подозира, че му е майка. Тя му родила двама сина – Етеокъл и Полиник, и две дъщери – Антигона и Исмена. Боговете продължавали да сипят над жителите на града бедствия и нещастия, и обявили, че това няма да престане, докато от града не бъде изгонен убиецът на Лай. Най-страшна била чумната епидемия. Тогава Едип изпратил в Делфи брата на Йокаста – Креон. Научил истината за своя произход, Едип избол очите си и забегнал в изгнание, а Йокаста се обесила. Синовете му водили братоубийствена война, при която се убиват взаимно.
Митологията, свързана с Едип, е послужила за сюжет в трагедиите на Софокъл „Едип цар“, „Едип в Колон“ и „Антигона“, а също и в преработки на Еврипид, Сенека и Волтер.
- Едип и Сфинкс
- „Едип в Колон“ (1788)
- „Едип и Сфинкс“ от Гюстав Моро в Музей на изкуството „Метрополитън“, Ню Йорк (1864)